# Dobrcz
Dobrcz (in tedesco Dobsch) è un comune rurale polacco del distretto di Bydgoszcz, nel voivodato della Cuiavia-Pomerania.
Ricopre una superficie di 130,41 km² e nel 2007 contava 9301 abitanti.

## Amministrazione

### Gemellaggi
Il comune di Dobrcz è gemellato con:
- Castorano